# Marc Schneeberger
Marc Schneeberger (* 5. Juli 1981) ist ein Schweizer Leichtathlet. Der Seeländer ist spezialisiert auf den 200-Meter-Lauf und startet für den TV Länggasse. Er hält zusammen mit Pascal Mancini, Aron Beyene und Amaru Reto Schenkel den Schweizer Rekord der 4-mal-100-Meter-Staffel mit einer Zeit von 38,69 s, aufgestellt am 1. August 2010 an den Leichtathletik-Europameisterschaften in Barcelona.
Marc Schneeberger startet für den TV Länggasse und wird trainiert von Hans Kappeler. Schneeberger ist von Beruf Maschinenbauingenieur.

## Erfolge
- 2001: Schweizer Meister 200-Meter-Lauf
- 2002: Schweizer Meister 200-Meter-Lauf; Schweizer Hallenmeister 200-Meter-Lauf
- 2003: Schweizer Hallenmeister 200-Meter-Lauf
- 2004: Schweizer Meister 200-Meter-Lauf
- 2005: Schweizer Meister 200-Meter-Lauf; Schweizer Hallenmeister 200-Meter-Lauf; Halbfinal Universiade 200-Meter-Lauf
- 2006: Schweizer Meister 200-Meter-Lauf
- 2007: Schweizer Hallenmeister 200-Meter-Lauf, 29. Rang Weltmeisterschaften 200-Meter-Lauf
- 2008: Schweizer Meister 200-Meter-Lauf; Schweizer Hallenmeister 200-Meter-Lauf; 31. Rang Olympische Sommerspiele 200-Meter-Lauf
- 2009: 24. Rang Weltmeisterschaften 200-Meter-Lauf
- 2010: 12. Rang Europameisterschaften 200-Meter-Lauf; 4. Rang Europameisterschaften 4-mal-100-Meter-Staffel
- 2011: Schweizer Hallenmeister 200-Meter-Lauf

## Persönliche Bestleistungen
- 200-Meter-Lauf: 20,42 s, 29. August 2010 in Rieti
- 100-Meter-Lauf: 10,45 s, 14. Juni 2008 in Hochdorf LU
- 400-Meter-Lauf: 47,27 s, 24. Mai 2010 in Zofingen
- 300-Meter-Lauf: 32,74 s, 12. Mai 2007 in Lausanne